# Радиотехнические войска Украины
Радиотехни́ческие войска́ (укр. Радіотехнічні війська України) - род войск в составе Воздушных Сил ВСУ.
Радиотехнические войска предназначены для ведения радиотехнического обеспечения Войск ПВО(противовоздушная оборона) страны, др. видов вооружённых сил, Гражданской обороны, обеспечения наведения истребителей на цель, действий зенитных войск и выполнения других задач.

## История
Сформированны войска в 1992 году на базе радиотехнических частей входивших в 8 ОА ПВО СССР.

## Структура

### Действующие части
В составе радиотехнических войск 4 радиотехнические бригады:
- 1-я радиотехническая бригада — г. Львов
- 14-я радиотехническая бригада — г. Одесса
- 138-я радиотехническая бригада — г. Васильков
- 164-я радиотехническая бригада — г. Харьков

### Расформованные части
2006
- 808-й отдельный радиотехнический узел предупреждения о ракетном нападении, в/ч А3370, г. Севастополь
- 1056-й отдельный радиотехнический узел предупреждения о ракетном нападении, в/ч А3432, г. Мукачево Закарпатской области.

2014
- 40-я радиотехническая бригада[укр.], г. Севастополь. На её базе был сформирован 3-й радиотехнический полк ВС РФ.

## Вооружение
На вооружение стоят РЛС оставшееся со времен СССР. За время независимости Украины на вооружение поступают РЛС Украинского производства :
- 35Д6
- 79К6 «Пеликан» (принят на вооружение Вооружённых Сил Украины летом 2007 года[3]) (НПК «Искра» ),
- П-18МУ (принят на вооружение ВСУ в 2007 году)
- П-18 «Малахит» (принят на вооружение ВСУ 4 января 2012 года[4]) от ОАО «Холдинговая компания „Укрспецтехника“»,
- П-18МА/П-180У и П-19МА/П-190У[5] от ООО НПП «Аэротехника-МЛТ» (принят на вооружение ВСУ в начале июня 2007 года[6]).

Остальная техника подвергается капитальному ремонту и модернизации. Перспективной модернизацией старого парка РЛС являются: П-14МА/5H84AMA от ООО НПП «Аэротехника-МЛТ» или П-140У от ГП «Укроборонсервис», так же ГП «Укроборонсервис» ведет модернизацию почти всех имеющихся радаров: РЛС 1Л13 («НЕБО–СВ»), ПРВ-16МА.

## Командиры
- полковник Олиферко А. А.[10]
- генерал-майор Коротков Ю.[11]